# فهرست سرزمین‌هایی که آلمانی یک زبان رسمی در آنجا است

پرچم کشورهای آلمانی زبان

وضعیت‌های قانونی آلمانی در اروپا:

در اینجا فهرست سرزمین‌هایی که آلمانی در آنجا زبان رسمی است، ارائه شده‌است.

## سرزمین‌هایی که در آنجا آلمانی زبان رسمی است
| کشور        | جمعیت       | شمار سخنوران       | شمار سخنوران     |
| کشور        | جمعیت       | (مادری)            | (دوم)            |
| ----------- | ----------- | ------------------ | ---------------- |
| آلمان       | ۸۴٬۹۰۰٬۰۰۰  | ۷۵٬۱۰۱٬۴۲۱ (۹۱٫۸٪) | ۵٬۶۰۰٬۰۰۰ (۶٫۹٪) |
| بلژیک       | ۱۱٬۴۲۰٬۱۶۳  | ۷۳٬۰۰۰ (۰٫۶٪)      | ۲٬۴۷۲٬۷۴۶ (۲۲٪)  |
| اتریش       | ۸٬۸۳۸٬۱۷۱   | ۸٬۰۴۰٬۹۶۰ (۹۳٪)    | ۵۱۶٬۰۰۰ (۶٪)     |
| سوئیس       | ۸٬۵۰۸٬۹۰۴   | ۵٬۳۲۹٬۳۹۳ (۶۴٫۶٪)  | ۳۹۵٬۰۰۰ (۵٪)     |
| لوکزامبورگ  | ۶۰۲٬۰۰۵     | ۱۱٬۰۰۰ (۲٪)        | ۳۸۰٬۰۰۰ (۶۷٫۵٪)  |
| لیختن‌اشتاین | ۳۷٬۳۷۰      | ۳۲٬۰۷۵ (۸۵٫۸٪)     | ۵٬۲۰۰ (۱۳٫۹٪)    |
| کل          | ۱۱۲٬۲۳۸٬۸۹۹ | ۸۷٬۸۷۵٬۴۳۲         | ۹٬۳۶۸٬۹۴۶        |

### سرزمین‌های وابسته
| منطقه                                                                              | کشور    | جمعیت ۲۰۰۶/۲۰۱۱ | شمار سخنوران    |
| ---------------------------------------------------------------------------------- | ------- | --------------- | --------------- |
| استان خودمختار تیرول جنوبی                                                         | ایتالیا | ۵۱۱٬۷۵۰         | ۳۵۴٬۶۴۳ (۶۹٫۳٪) |
| استان اوپوله (۲۸ شهرداری) استان سیلسیان (۳ شهرداری)                                | لهستان  | ۲۵۰٬۰۰۰         | ~۵۰٬۰۰۰ (~۲۰٪)  |
| اسپیریتو سانتو (۵ شهرداری) سانتا کاتارینا (۲ شهرداری) ریو گرانده جنوبی (۲ شهرداری) | برزیل   | ۲۰۵٬۰۰۰         | —               |

## سایر وضعیت‌های قانونی

وضعیت‌های قانونی آلمانی در جهان

سرزمین‌های دیگری در جهان وجود دارند که وضعیت حقوقی متفاوتی را برای زبان آلمانی یا یکی از گویش‌های آن تعریف می‌کنند. آلمانی در این موارد ممکن است از پشتیبانی از برخی از امکانات زبانی (مدارس، رسانه‌ها و غیره) و حمایت‌های فرهنگی برخوردار باشد، اما یک زبان رسمی نیست.
- برزیل (آلمانی زبان فرهنگی در سراسر ایالت اسپیریتو سانتو و همچنین یکی از زبان‌های رسمی ۹ شهرداری در جنوب برزیل است)[۷]
- بوسنی و هرزگوین (زبان اقلیت ملی)[۸]
- جمهوری چک (زبان اقلیت ملی)[۴][۸][۹]
- دانمارک (زبان اقلیت در استان سوددانمارک)[۸][۱۰][۱۱]
- مجارستان (زبان اقلیت ملی)[۸][۱۲][۱۳]
- ایتالیا (بیرون از تیرول جنوبی) (زبان اقلیت در ترنتینو،[۱۴][۱۵] پیمونت[۱۶]/واله دائوستا،[۱۷] فریولی ونتزیا جولیا[۱۸])
- قزاقستان (زبان اقلیت ملی)[۱۹]
- نامیبیا (زبان ملی; یکی از زبان‌های رسمی بین ۱۸۸۴ تا ۱۹۹۰)[۴][۲۰]
- لهستان (زبان اقلیت ملی، همچنین زبان فرعی در ۳۱ شهرداری)[۸]
- رومانی (زبان اقلیت ملی)[۴][۸][۲۱]
- روسیه (زبان اقلیت در بخش آزوفسکی)[۲۲]
- اسلواکی (زبان اقلیت محلی؛ یکی از زبان‌های رسمی ۲ روستا)[۸]
- اوکراین (زبان اقلیت ملی)[۸]

گرچه در  فرانسه زبان‌های آلمانی علیای آلزاسی و موزل فرانکونی طبق منشور اروپایی زبان‌های محلی یا اقلیت زبان منطقه‌ای هستند، دولت فرانسه هنوز این پیمان را تصویب نکرده‌است، و این گونه‌ها وضعیت قانونی رسمی ندارند.
قانون اساسی  آفریقای جنوبی آلمانی را به عنوان یک زبان «متداول» معرفی می‌کند و هیئت مدیره پان آفریقای جنوبی موظف است «احترام و اطمینان از احترام» را برای آن حفظ کند.
با توجه به گستردگی جوامع دور از وطن آلمانی، سایر کشورها با جمعیت قابل توجهی از (اکثراً دو زبانه) سخنوران آلمانی شامل  آرژانتین،  استرالیا،  کانادا،  کاستاریکا،  پاراگوئه و همچنین  ایالات متحده آمریکا هستند. با این حال، در هیچ‌یک از این کشورها آلمانی یا گونه‌های آن هیچ گونه وضعیت قانونی ندارند.

## سازمان‌های بین‌المللی
آلمانی یکی از زبان‌های رسمی سازمان‌های بین‌المللی زیر است:
- سازمان ثبت اختراع اروپا – EPO
- آژانس فضایی اروپا – ESA
- اتحادیه اروپا - EU
- سازمان امنیت و همکاری اروپا - OSCE
- گزارشگران بدون مرز – RWB
- سازمان جهانی روزنامه‌ها – WAN
- سازمان‌های بین‌المللی ورزشی همچون:
  - فدراسیون هندبال اروپا – EHF
  - فدراسیون بین‌المللی بسکتبال – FIBA
  - فدراسیون جهانی بابسلد و اسکلتون – FIBT
  - فدراسیون بین‌المللی فوتبال – FIFA
  - فدراسیون جهانی ژیمناستیک – FIG
  - فدراسیون جهانی لژسواری – FIL
  - فدراسیون جهانی اسکی – FIS
  - اتحادیه جهانی ورزش دوگانه – IBU
  - اتحادیه فوتبال اروپا – UEFA